# 페톤 FC
페톤 FC(Petone Football Club)는 뉴질랜드 페톤에 있는 축구단이다. 구단은 남성, 여성 및 어린이를 위한 축구 시스템을 제공하고 있다. 또한 구단의 남자 1군은 센트럴 리그에서, 여자 1군은 캐피털 풋본 W-리그에 참가하고 있다.

## 역사
이 구단은 1889년에 페톤 원더러스로 설립된 클럽인 페톤 유나이티드를 모체로 하며, 1892년 웰링턴 로윙 클럽과 합병하여 1895년까지 유나이티드라는 이름을 사용했다.
구단은 채텀 컵에서 세 번( 1928, 1930, 1949 ) 우승했으며, 1990년에는 센트럴 리그 우승을 차지했다.
본래 페톤 AFC라는 이름을 사용했지만 1994년에 페톤 SC로 이름이 변경되었고 2009년에 들어서야 현재의 이름으로 변경되었다.

## 주요 기록
- 1990년 센트럴 리그 우승
- 2006년, 2007년, 2019년 캐피탈 프리미어
- 1928년, 1930년, 1949년 채텀 컵 우승